# برنادت کالفیلد
برنادت کالفیلد (انگلیسی: Bernadette Caulfield؛ زادهٔ ۱ ژانویهٔ ۱۹۰۱) تهیه‌کننده تلویزیونی اهل ایالات متحده آمریکا بود. وی همچنین برندهٔ جوایزی همچون جوایز امی ساعات پربیننده شده‌است.